# Renæssancens arkitektur
Renæssancens arkitektur eller renæssancestil er en europæisk arkitekturstil, der blev bygget i mellem begyndelsen 1300-tallet og begyndelsen af 1600-tallet i forskellige områder, der viste en fortsat genopblomstring og udvikling af visse elementer fra antikkens Grækenland og Romerriget igennem tankegang og materiale. Stilistisk fulgte renæssancens arkitektur efter gotik, og det blev efterfulgt af barokarkitektur. Stilen udviklede sig først i Firenze med Filippo Brunelleschi som en af foregangsmændene, og renæssancestilen spredte sig hurtigt til andre italienske byer, og herfra blev den ført til Frankrig, Tyskland, England, Rusland og andre steder i Europa med forskellig hastighed, og med forskellig indvirken på den lokale arkitektur.
Renæssancestilen ligger vægt på symmetri, proportioner, geometri og regelmæssighed som det også ses i antikken og særligt romersk arkitektur, som der stadig eksisterede mange eksempler på. Velordnede arrangementer af søjler, pilastre, overliggere, samt brug af halvrunde buer, kupler, nicher og ädikulaer erstattede de mere komplekse proportionale systemer og uregelmæssige profiler fra det middelalderlige bygninger.